# Vennecy
Vennecy és un municipi francès, situat al departament del Loiret i a la regió de Centre – Vall del Loira. L'any 2007 tenia 1.371 habitants.

## Demografia

### Població
El 2007 la població de fet de Vennecy era de 1.371 persones. Hi havia 485 famílies, de les quals 76 eren unipersonals (40 homes vivint sols i 36 dones vivint soles), 151 parelles sense fills, 234 parelles amb fills i 24 famílies monoparentals amb fills.
La població ha evolucionat segons el següent gràfic:
Habitants censats

### Habitatges
El 2007 hi havia 528 habitatges, 493 eren l'habitatge principal de la família, 13 eren segones residències i 22 estaven desocupats. 517 eren cases i 10 eren apartaments. Dels 493 habitatges principals, 437 estaven ocupats pels seus propietaris, 50 estaven llogats i ocupats pels llogaters i 6 estaven cedits a títol gratuït; 16 tenien dues cambres, 56 en tenien tres, 118 en tenien quatre i 303 en tenien cinc o més. 412 habitatges disposaven pel capbaix d'una plaça de pàrquing. A 119 habitatges hi havia un automòbil i a 354 n'hi havia dos o més.

### Piràmide de població
La piràmide de població per edats i sexe el 2009 era:
| Homes | Edats   | Dones |
| ----- | ------- | ----- |
| 0     | 95 o +  | 0     |
| 0     | 90 a 94 | 0     |
| 8     | 85 a 89 | 0     |
| 8     | 80 a 84 | 16    |
| 12    | 75 a 79 | 20    |
| 12    | 70 a 74 | 12    |
| 8     | 65 a 69 | 12    |
| 16    | 60 a 64 | 0     |
| 24    | 55 a 59 | 28    |
| 72    | 50 a 54 | 52    |
| 56    | 45 a 49 | 52    |
| 20    | 40 a 44 | 48    |
| 68    | 35 a 39 | 72    |
| 80    | 30 a 34 | 60    |
| 44    | 25 a 29 | 52    |
| 4     | 20 a 24 | 16    |
| 52    | 15 a 19 | 40    |
| 36    | 10 a 14 | 52    |
| 92    | 5 a 9   | 36    |
| 48    | 0 a 4   | 48    |

## Economia
El 2007 la població en edat de treballar era de 929 persones, 725 eren actives i 204 eren inactives. De les 725 persones actives 701 estaven ocupades (360 homes i 341 dones) i 24 estaven aturades (13 homes i 11 dones). De les 204 persones inactives 89 estaven jubilades, 68 estaven estudiant i 47 estaven classificades com a «altres inactius».

### Ingressos
El 2009 a Vennecy hi havia 504 unitats fiscals que integraven 1.383 persones, la mediana anual d'ingressos fiscals per persona era de 23.822 €.

### Activitats econòmiques
Dels 33 establiments que hi havia el 2007, 1 era d'una empresa extractiva, 2 d'empreses alimentàries, 5 d'empreses de fabricació d'altres productes industrials, 11 d'empreses de construcció, 3 d'empreses de comerç i reparació d'automòbils, 2 d'empreses de transport, 2 d'empreses d'hostatgeria i restauració, 1 d'una empresa d'informació i comunicació, 4 d'empreses de serveis, 1 d'una entitat de l'administració pública i 1 d'una empresa classificada com a «altres activitats de serveis».
Dels 14 establiments de servei als particulars que hi havia el 2009, 2 eren tallers de reparació d'automòbils i de material agrícola, 5 paletes, 2 guixaires pintors, 2 lampisteries, 1 electricista, 1 perruqueria i 1 restaurant.
Dels 3 establiments comercials que hi havia el 2009, 2 eren fleques i 1 una sabateria.
L'any 2000 a Vennecy hi havia 13 explotacions agrícoles que ocupaven un total de 1.125 hectàrees.

## Equipaments sanitaris i escolars
El 2009 hi havia 1 escola maternal i 1 escola elemental.

## Poblacions més properes
El següent diagrama mostra les poblacions més properes.